# 1941 au théâtre
| Années du théâtre : 1938 - 1939 - 1940 - 1941 - 1942 - 1943 - 1944    |
| Décennies du théâtre : 1910 - 1920 - 1930 - 1940 - 1950 - 1960 - 1970 |

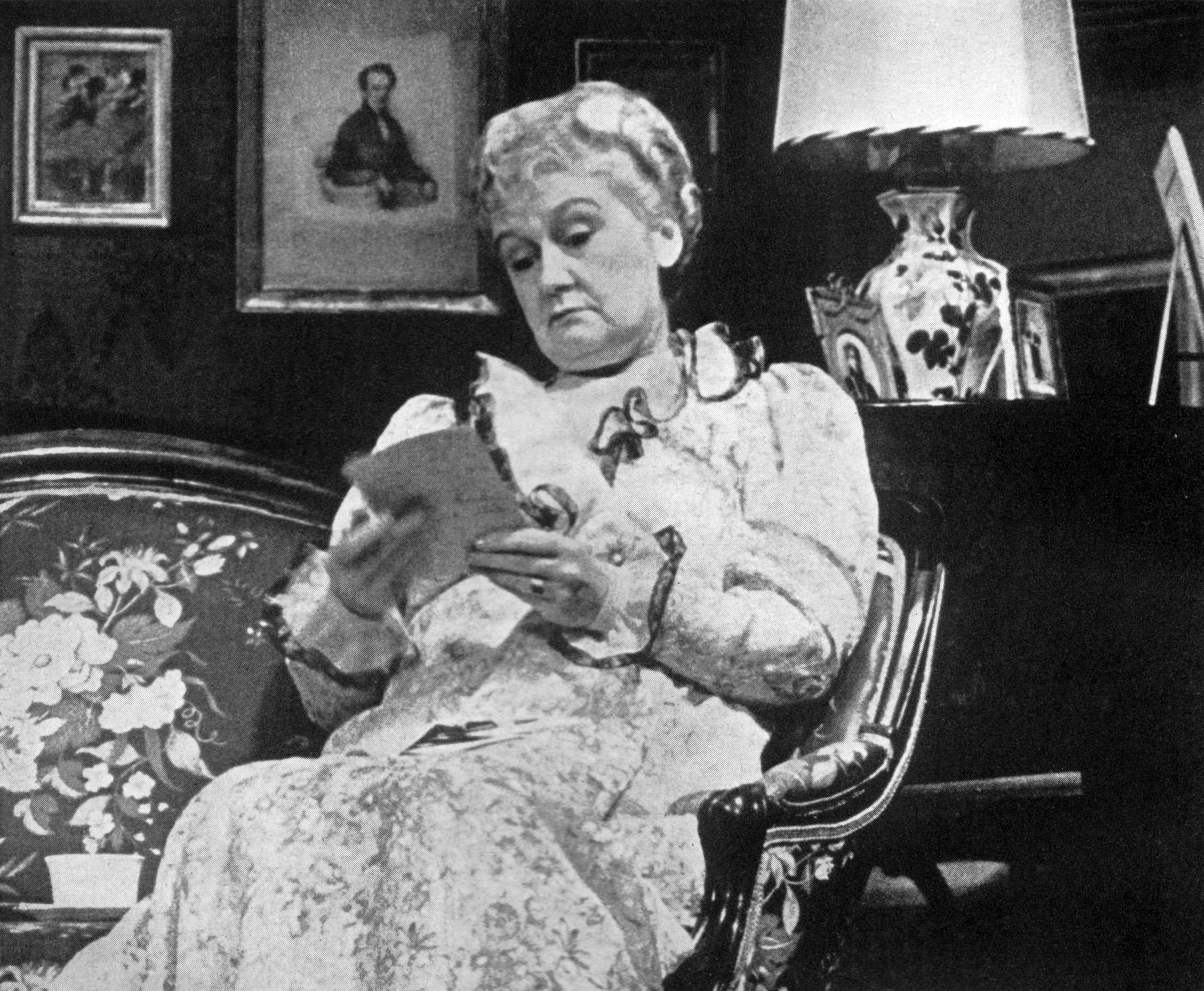
Théâtre des années 1941

Cet article présente les faits marquants de l'année 1941 au théâtre.

## Événements
- Nomination de Charles Gantillon (1909-1967) à la direction du Théâtre des Célestins à Lyon.

## Pièces de théâtre représentées
- 30 janvier : Le Rendez-vous de Senlis de Jean Anouilh, mise en scène André Barsacq au Théâtre de l'Atelier (création)
- 19 avril : Mère Courage et ses enfants de Bertolt Brecht, au Schauspielhaus de Zurich
- 29 avril : La Machine à écrire de Jean Cocteau, mise en scène Jean Cocteau, Théâtre Hébertot
- 21 juin : Mascarade de Mikhaïl Lermontov, mise en scène Andreï Toutychkine, au Théâtre Vakhtangov
- 2 juillet : L'esprit s'amuse de Noël Coward, Piccadilly Theatre (création)
- 18 décembre : Eurydice de Jean Anouilh, mise en scène André Barsacq au Théâtre de l'Atelier (création)

## Naissances
- 5 septembre : Alma De Groen, dramaturge australienne.
- 14 octobre : Alexandre Bourdonski, metteur en scène russe et soviétique († 24 mai 2017).
- 16 octobre : Hans Gratzer, acteur, metteur en scène et directeur de théâtre autrichien († 19 janvier 2005).

## Décès
- 18 novembre : Julia Bartet, comédienne française